# Ułus tompoński
Ułus tompoński (ros. Томпонский улус, jakuc. Томпо улууhа) – ułus (jednostka podziału administracyjnego w rosyjskiej Jakucji, odpowiadająca rejonowi w innych częściach Rosji) w środkowo-wschodniej części położonej na Syberii autonomicznej rosyjskiej republiki Jakucji.
Ułus ma powierzchnię ok. 135,8 tys. km²; na jego obszarze żyje ok. 21,3 tys. osób, zamieszkujących w 17 osadach. Gęstość zaludnienia w ułusie wynosi 0,11 os./km². Liczba mieszkańców szybko spada – jeszcze kilkanaście lat temu żyło tutaj 21,3 tys. osób. 
Ośrodkiem administracyjnym ułusu jest osiedle typu miejskiego Chandyga, która w 1989 r. liczyła ok. 10 tys. mieszkańców. Inną dużą osadą na obszarze tej jednostki podziału terytorialnego jest wieś Kriest-Chaldżaj, licząca ok. 2 tys. mieszkańców.